# Verband der Lithographen, Steindrucker und Verwandten Berufe
Der Verband der Lithographen, Steindrucker und Verwandten Berufe wurde 1891 als Verein der Lithographen, Steindrucker und Berufsgenossen Deutschlands gegründet. Die freie Gewerkschaft organisierte Arbeitnehmer verschiedener Druckverfahren im Deutschen Kaiserreich und in der Weimarer Republik. Die Verband wird manchmal auch nach dem Erfinder der Lithographie Alois Senefelder als Deutscher Senefelder-Bund bezeichnet.

## Geschichte
Auf eine Kongress im Dezember 1890 in Magdeburg wurde die Gründung der Gewerkschaft Verein der Lithographen, Steindrucker und Berufsgenossen Deutschlands zum 1. April 1891 beschlossen. In den 1900er Jahren wurde der Verband in Verband der Lithographen, Steindrucker und Verwandten Berufe umbenannt. Bis 1891 war der Sitz in Magdeburg, danach in Berlin.
Kurz nach der Gründung hatte der Verein 2.768 Mitglieder (1. Juli 1891). Am 1. Januar 1932 zählte die Gewerkschaft 20.691 Mitglieder.
Der Steinarbeiter-Verband war Mitglied in der Generalkommission der Gewerkschaften Deutschlands und 1919 Gründungsmitglied beim Nachfolger Allgemeiner Deutscher Gewerkschaftsbund. International war die Gewerkschaft im Internationalem Bund der Lithographen, Steindrucker und Verwandter Berufe aktiv.
Im Jahr 1908 schloss sich der Deutsche Photographen-Gehilfen-Verband an. Nach dem Ersten Weltkrieg der Notenstecher-Gehilfen-Verband zum 1. Juli 1920 und der Deutsche Xylographen-Verband zum 1. Januar 1921.
Die Nationalsozialisten zerschlugen die Gewerkschaft am 2. Mai 1933. Nachfolger nach dem Zweiten Weltkrieg waren ab 1946 in Ostdeutschland die Industriegewerkschaft Druck und Papier und in Westdeutschland ab 1949 die Industriegewerkschaft Druck und Papier.

## Vorsitzende
- 1891–1919: Otto Sillier
- 1919–1933: Johannes Haß